# Јован Јанићијевић Бурдуш
Јован Јанићијевић „Јанаћко — Бурдуш“ (Маскаре, код Варварина, 18. мај 1932 — Београд, 26. фебруар 1992) био је српски и југословенски филмски, телевизијски и позоришни глумац. Надимак „Бурдуш” је добио због улоге ромског музичара Бурдуша у телевизијској серији Музиканти

## Биографија
Јован Јанићијевић је рођен 18. маја 1932. године у месту Маскаре, код Варварина. Глуму је дипломирао на Академији за позоришну уметност у Београду. Од 1953. године почиње да игра у Београдском драмском позоришту (БДП). Главне улоге играо је у филмовима Празник (1967) и Жарки (1970), а играо је и у копродукцијским филмовима и у телевизијским серијама. Најпознатији је по улози Бурдуша из истоименог филма и телевизијске серије Музиканти, као и из телевизијске серије Грађани села Луга, где је тумачио улогу Микуле.
Женио се два пута. Први пут, са Анђелком Смиљанов, са којом је имао сина Андрију. Ксенију је имао у другом браку са супругом Живком. Није доживео рођење свих својих унука. За живота дочекао је Николу, Јелену и Андријану, а касније добио је и Марка, Сању, Јована и Сару. Његова ћерка Ксенија је такође глумица.
Његова сестра Љубица Јанићијевић била је такође глумица.
Преминуо је 26. фебруара 1992. у Београду, у 60. години живота. Сахрањен је у Алеји заслужних грађана на Новом гробљу у Београду.

## Филмографија
|                   | 1950 ▼ | 1960 ▼ | 1970 ▼ | 1980 ▼ | 1990 ▼ | Укупно |
| ----------------- | ------ | ------ | ------ | ------ | ------ | ------ |
| Дугометражни филм | 4      | 26     | 11     | 10     | 6      | 57     |
| ТВ филм           | 0      | 3      | 7      | 2      | 0      | 12     |
| ТВ серија         | 0      | 3      | 12     | 6      | 1      | 22     |
| ТВ мини серија    | 0      | 0      | 1      | 1      | 0      | 2      |
| Кратки филм       | 0      | 0      | 1      | 0      | 0      | 1      |
| Видео             | 0      | 0      | 0      | 0      | 1      | 1      |
| Укупно            | 4      | 32     | 31     | 19     | 8      | 95     |

| Год.       | Назив                                        | Улога                      |
| ---------- | -------------------------------------------- | -------------------------- |
| 1950.-те ▲ |                                              |                            |
| 1956.      | Потрага                                      |                            |
| 1957.      | Суботом увече                                |                            |
| 1958.      | Те ноћи                                      | Рудар Душан                |
| 1959.      | As the Sea Rages                             |                            |
| 1960.-те ▲ |                                              |                            |
| 1961.      | Случајан погодак                             |                            |
| 1961.      | Џунгла                                       |                            |
| 1962.      | Сибирска леди Магбет                         | (као Јован Јанићијевић)    |
| 1962.      | Степа                                        | Саломон                    |
| 1962.      | Мачак под шљемом                             | Брикс                      |
| 1962.      | Сектор Д                                     |                            |
| 1962.      | Шеки снима, пази се                          |                            |
| 1963.      | Две ноћи у једном дану                       | Никола                     |
| 1964.      | Au paus de Skipetars                         |                            |
| 1965.      | Ко пуца отвориће му се                       |                            |
| 1965.      | Graf Bobby, der Schrecken des wilden Westens |                            |
| 1965.      | Чича-Томина колиба                           |                            |
| 1965.      | Краљ петролеја                               | Бандит                     |
| 1966.      | Време љубави                                 |                            |
| 1966.      | Повратак                                     | Боки                       |
| 1967.      | Деца војводе Шмита                           |                            |
| 1967.      | Празник                                      | наредник Катић             |
| 1967.      | Диверзанти                                   | Гавран                     |
| 1967.      | Височка хроника                              | Циганин                    |
| 1968.      | Делије                                       | Исидор                     |
| 1968.      | Кад голубови полете                          | Рилетов отац               |
| 1968.      | Има љубави, нема љубави                      |                            |
| 1968.      | Бекства                                      | Стражар                    |
| 1968.      | Сирота Марија                                | Војин друг                 |
| 1967—1968. | Парничари                                    | Радиша                     |
| 1968.      | У раскораку                                  |                            |
| 1969.      | Срамно лето                                  |                            |
| 1969.      | Бог је умро узалуд                           | Отац близанаца             |
| 1969.      | Низводно од сунца                            | Никола Бакић               |
| 1969.      | Мост                                         | Шверцер                    |
| 1969.      | Велики дан                                   | Бифеџија                   |
| 1969.      | Музиканти                                    | Бурдуш                     |
| 1970.-те ▲ |                                              |                            |
| 1970.      | Тристан и Изолда                             |                            |
| 1970.      | Бурдуш                                       | Бурдуш                     |
| 1970.      | Жарки                                        |                            |
| 1971.      | Чудо                                         | Ћуљо                       |
| 1971.      | Цео живот за годину дана                     |                            |
| 1972.      | Глумац је, глумац                            |                            |
| 1972.      | Бурдуш кондуктер                             |                            |
| 1972.      | Грађани села Луга                            | Микула Деспотовић          |
| 1972.      | И Бог створи кафанску певачицу               |                            |
| 1972.      | Болани Дојчин (ТВ)                           |                            |
| 1972.      | Образ уз образ                               | Јанацко                    |
| 1972.      | Изданци из опаљеног грма                     | Посилни Горча              |
| 1972.      | Валтер брани Сарајево                        | Јосић / Стриц              |
| 1972.      | Мајстори                                     | Боксер                     |
| 1973.      | Суседи (ТВ)                                  | Симић                      |
| 1973.      | Пета колона                                  |                            |
| 1974.      | Партизани (ТВ серија)                        | Митраљезац                 |
| 1974.      | Валтер брани Сарајево (ТВ серија)            | Јосић / Стриц              |
| 1974.      | Реквијем за тешкаша                          |                            |
| 1974.      | Позориште у кући 2                           | Кокан Тајчић               |
| 1974.      | Кошава                                       | Адамов кум                 |
| 1974.      | Партизани                                    |                            |
| 1975.      | Црвена земља                                 | Борисав Катанић            |
| 1975.      | Павле Павловић                               |                            |
| 1976.      | Част ми је позвати вас                       | Јанаћко                    |
| 1977.      | Специјално васпитање                         | Мајстор Хранислав          |
| 1977.      | Усијане главе                                | Мићунов отац               |
| 1977.      | Хајка                                        | Тодочило                   |
| 1978.      | Повратак отписаних (серија)                  | Божа                       |
| 1979.      | Секула и његове жене                         | Ноца                       |
| 1980.-те ▲ |                                              |                            |
| 1981.      | Лов у мутном                                 | Пера                       |
| 1982.      | Приче преко пуне линије                      |                            |
| 1982.      | Jack Holborn                                 |                            |
| 1983.      | Карађорђева смрт                             | Драгић                     |
| 1984.      | Камионџије опет возе                         | Цаца „Циганин“             |
| 1984.      | Мољац                                        | Ујка                       |
| 1984.      | Камионџије 2                                 | Цаца Циганин               |
| 1984.      | Нема проблема                                | Портир Нићифор             |
| 1985.      | Томбола                                      | Мишовић, фабрички психолог |
| 1986.      | Хокејаши                                     | Бурдуш                     |
| 1986.      | Секула и његове жене                         | Ноца                       |
| 1986.      | Смешне и друге приче (ТВ серија)             | Велимир                    |
| 1987.      | Вук Караџић (серија)                         | Монах Исаија               |
| 1988.      | Сулуде године                                | Портир Спасоје             |
| 1988.      | Ортаци                                       | Миле „Чврга“               |
| 1989.      | Рођаци из Лазина                             |                            |
| 1989.      | Урош блесави                                 | Радованов теча             |
| 1989.      | Вампири су међу нама                         | Газда Јова                 |
| 1989.      | Сеобе                                        |                            |
| 1990.-те ▲ |                                              |                            |
| 1990.      | Неуништиви                                   | Бурдуш                     |
| 1991.      | Секула се опет жени                          | Ноца                       |
| 1991.      | Свемирци су криви за све                     | Јова                       |
| 1992.      | Дама која убија                              | Погребник Јова             |
| 1992.      | Секула невино оптужен                        | Ноца                       |
| 1992.      | Велика фрка                                  | Јован                      |